# Макэнтарфер, Эрика
Эрика Ли Макэнтарфер (англ. Erika Lee McEntarfer; родилась в январе 1973 года) — американский экономист по труду, занимавшая пост комиссара Федерального бюро статистики труда с января 2024 по август 2025 год.
Макэнтарфер окончила Бард-колледж, получив степень бакалавра социальных наук, и Вирджинский политехнический университет, получив докторскую степень по экономике. Работала в Управлении налоговой политики Министерства финансов США, а затем стала экономистом в Центре экономических исследований Бюро переписи населения. В администрации Байдена Макэнтарфер занимала должность старшего экономиста в Совете экономических консультантов. В июле 2023 года президент Джо Байден выдвинул кандидатуру Макэнтарфер на пост комиссара по статистике труда. Её кандидатура была утверждена Сенатом в январе 2024 года.
1 августа 2025 года президент Дональд Трамп объявил, что дал указание своим сотрудникам уволить Макэнтарфера, спустя несколько часов после публикации слабого отчёта Бюро статистики труда о занятости и негативного пересмотра предыдущих данных. Позже президент заявил: «Это то же самое Бюро трудовой статистики, которое завысило данные о росте числа рабочих мест в марте 2024 года примерно на 818 000, а затем, непосредственно перед президентскими выборами 2024 года, в августе и сентябре, на 112 000. Это были данные — никто не может ошибаться? Нам нужны точные данные о количестве рабочих мест».

## Биография
Эрика Ли Макэнтарфер родилась в январе 1973 года. Окончила Бард-колледж, получив степень бакалавра социальных наук, и Вирджинский политехнический университет, получив докторскую степень по экономике.

## Карьера

### Работа в федеральном правительстве
К ноябрю 2012 года Макэнтарфер работала экономистом в Центре экономических исследований Бюро переписи населения. В 2008—2010 годах Макэнтарфер работала экономистом в Управлении налоговой политики Министерства финансов США, а непосредственно перед назначением в Бюро трудовой статистики в течение года входила в состав неполитического персонала Совета экономических консультантов Белого дома. Кроме того, она возглавляла исследовательский отдел по исследованию динамики взаимоотношений работодателей и домохозяйств Бюро переписи населения. В администрации Байдена Макэнтарфер занимала должность старшего экономиста в Совете экономических консультантов.

### Комиссар по статистике труда
В июле 2023 года президент Джо Байден назначил Макэнтарфер на должность комиссара по статистике труда. Её кандидатура была утверждена Сенатским комитетом по здравоохранению, образованию, труду и пенсиям в октябре и Сенатом в январе 2024 года 86 голосами против 8. В качестве комиссара Макэнтарфер предложила сократить размер выборки домохозяйств для ежемесячного отчёта о занятости на пять тысяч домохозяйств в связи с бюджетными ограничениями. После того, как Министерство труда установило, что Бюро статистики труда «недостаточно сосредоточено» на процессе распространения конфиденциальной экономической информации, она возглавила работу бюро по итогам проверки, проведённой министерством.
1 августа 2025 года президент Дональд Трамп объявил, что он дал указание своим сотрудникам уволить МакЭнтарфер, через несколько часов после существенного пересмотра в сторону понижения отчётных данных по труду за предыдущие два месяца и более слабого, чем ожидалось, отчёта за текущий период Бюро статистики труда. Трамп обвинил МакЭнтарфер в подделке цифр, чтобы помочь Джо Байдену в его президентской кампании после того, как первоначальный отчет Бюро статистики труда был занижен более чем на 818 тысяч рабочих мест. Она получила уведомление об увольнении несколько часов спустя. По данным BBC, «это решение шокировало Уолл-стрит и вызвало тревогу по поводу вмешательства Белого дома в экономические данные».
Заместитель комиссара Бюро статистики труда Уильям Вятровски был назначен исполняющим обязанности.